# Maurice Dumesnil
Maurice Dumesnil (* 20. April 1884 in Angoulême, Frankreich; † 26. August 1974 in Highland Park, Michigan, USA) war ein französischer Pianist.
Dumesnil studierte am Conservatoire de Paris Klavier bei Isidore Philipp und war Klavierschüler von Claude Debussy. Er unternahm erfolgreiche Konzerttourneen durch Europa und Amerika. Seit 1915 spielte er in einem Klaviertrio mit dem Geiger Jules Boucherit und dem Cellisten André Hekking. Er gehörte den Prüfungskommissionen für Klavier am Conservatoire de Paris, an der École Normale de Musique de Paris und am Amerikanischen Konservatorium an.
Dumesnil veröffentlichte mehrere Bücher über die Klaviermusik Debussys (How to play and teach Debussy, 1932; Claude Debussy: Master of Dreams, 1940).

## Werke
- How to Play and Teach Debussy Text online (englisch)